# Hunter (Arkansas)
Hunter es un pueblo ubicado en el condado de Woodruff en el estado estadounidense de Arkansas. En el Censo de 2010 tenía una población de 105 habitantes y una densidad poblacional de 65,71 personas por km².

## Geografía
Hunter se encuentra ubicado en las coordenadas 35°3′16″N 91°7′22″O / 35.05444, -91.12278. Según la Oficina del Censo de los Estados Unidos, Hunter tiene una superficie total de 1.6 km², de la cual 1.6 km² corresponden a tierra firme y (0%) 0 km² es agua.

## Demografía
Según el censo de 2010, había 105 personas residiendo en Hunter. La densidad de población era de 65,71 hab./km². De los 105 habitantes, Hunter estaba compuesto por el 96.19% blancos, el 0% eran afroamericanos, el 0% eran amerindios, el 0% eran asiáticos, el 0% eran isleños del Pacífico, el 0% eran de otras razas y el 3.81% pertenecían a dos o más razas. Del total de la población el 1.9% eran hispanos o latinos de cualquier raza.